# Charles Vanden Bulck
 (mai 2023).
La mise en forme du texte ne suit pas les recommandations de Wikipédia : il faut le « wikifier ».
Les points d'amélioration suivants sont les cas les plus fréquents. Le détail des points à revoir est peut-être précisé sur la page de discussion.
- Les titres sont pré-formatés par le logiciel. Ils ne sont ni en capitales, ni en gras.
- Le texte ne doit pas être écrit en capitales (les noms de famille non plus), ni en gras, ni en italique, ni en « petit »…
- Le gras n'est utilisé que pour surligner le titre de l'article dans l'introduction, une seule fois.
- L'italique est rarement utilisé : mots en langue étrangère, titres d'œuvres, noms de bateaux, etc.
- Les citations ne sont pas en italique mais en corps de texte normal. Elles sont entourées par des guillemets français : « et ».
- Les listes à puces sont à éviter, des paragraphes rédigés étant largement préférés. Les tableaux sont à réserver à la présentation de données structurées (résultats, etc.).
- Les appels de note de bas de page (petits chiffres en exposant, introduits par l'outil «  Source ») sont à placer entre la fin de phrase et le point final[comme ça].
- Les liens internes (vers d'autres articles de Wikipédia) sont à choisir avec parcimonie. Créez des liens vers des articles approfondissant le sujet. Les termes génériques sans rapport avec le sujet sont à éviter, ainsi que les répétitions de liens vers un même terme.
- Les liens externes sont à placer uniquement dans une section « Liens externes », à la fin de l'article. Ces liens sont à choisir avec parcimonie suivant les règles définies. Si un lien sert de source à l'article, son insertion dans le texte est à faire par les notes de bas de page.
- La présentation des références doit suivre les conventions bibliographiques. Il est recommandé d'utiliser les modèles {{Ouvrage}}, {{Chapitre}}, {{Article}}, {{Lien web}} et/ou {{Bibliographie}}. Le mode d'édition visuel peut mettre en forme automatiquement les références.
- Insérer une infobox (cadre d'informations à droite) n'est pas obligatoire pour parachever la mise en page.

Pour une aide détaillée, merci de consulter Aide:Wikification.
Si vous pensez que ces points ont été résolus, vous pouvez retirer ce bandeau et améliorer la mise en forme d'un autre article.
Charles Vanden Bulck, né sous le nom de Carolus Joannes Cornelius Van den Bulck (Anvers, 9 mai 1904 - Stamford, 29 septembre 1962), était un fonctionnaire et soldat Americain-belge. Pendant la Seconde Guerre mondiale, il était Lieutenant-colonel dans le United States Army Corps of Engineers à Oak Ridge, Tennessee. Cette unité de l'armée était chargée du Projet Manhattan, un projet de recherche secret pour développer une bombe atomique.

## Biographie

### Migration
Sur le manifeste du SS Finland partant le 10 mai 1913 d'Anvers et arrivant à New York le 21 mai 1913, on trouve son père mentionnant 'âge 32 ans' et 'occupation boulanger'. À moins que les choses n'aient déjà été arrangées à l'avance, il a probablement immédiatement commencé à chercher du travail (débard) et un logement abordable. Lorsque la mère et les enfants arrivent à Ellis Island le 11 octobre 1913 avec le même SS Finland, on lit dans les documents de migration que le père a payés pour le passage et a donné l'adresse au 578 Hudson Street à Hoboken, New Jersey.
La famille est inscrite sur le manifeste comme "Marie 28 ans", "Charle 9 ans", "Marthe 2 ans". De plus, la colonne mentionne "famille proche ou amis" - "14 rue Nassau, Anvers. Grand-mère". Une adresse sur "het Eilandje" près du Rijnkaai et le Red Star Line.

### Service militaire
À partir du 15 mai 1922, Charles, âgé de 18 ans, a servi dans la branche navale de la New York Guard (3rd Div 2nd Bn). Son formulaire d'inscription indique l'adresse au 117 Wall Street, New York. Son intérêt initial pour la plongée et la réparation navale ne se développera pas plus tard dans sa vie.

### Army Corps of Engineers
En décembre 1923, il a commencé comme civil au département des finances du United States Army Corps of Engineers au bureau de Broadway à New York, Manhattan, où il a travaillé sur les paiements des salaires, le financement des emplois et les budgets.

### Seconde Guerre mondiale
Pendant la Seconde Guerre mondiale, Vanden Bulck travaillait encore pour le US Army Corps of Engineers (USACE). En 1941, il a rejoint l'équipe de Kenneth Nichols dans le projet Air Force Base à Rome, New York. Les deux continueraient à travailler ensemble pendant les 36,5 prochaines années.
En 1942, à Syracuse, il accepta la mission secrète dans un lieu secret offert par le brigadier général James C. Marshall. Marshall l'a d'abord mis au travail à New York où huit étages ont été loués au 261 5th Avenue pour lancer la division "Manhattan Engineer District".
Un peu plus tard, il part pour Oak Ridge où il est promu major puis lieutenant-colonel. Au cours de la première phase des expropriations d'Oak Ridge en 1942, les propriétaires ont reçu l'ordre de faire place au "Kingston Demolition Range". Ensuite, le nom de l'emplacement deviendrait Clinton Engineer Works (CEW). Avant qu'Oak Ridge ne reçoive son nom officiel, il était également connu sous le nom de "Site X", "The Secret City" et "The City behind a Fence". Le nom Oak Ridge a été choisi après un concours de propositions par le général de brigade James C. Marshall en collaboration avec Charles.
Pendant les années de guerre, environ 2 milliards USD de coûts du projet Manhattan et des contrats associés seraient traités par son administration. En 2022, le montant estimé de 118.325.000 USD correspondrait à une valeur relative de 34,4 milliards USD. La majeure partie a été dépensée pour l'usine de diffusion de gaz K-25 et l'usine électromagnétique Y-12. Pour permettre au gigantesque projet d'avancer rapidement et de ne pas causer de problèmes aux fournisseurs, des avances sur les matériaux et l'outillage leur ont été fournies si nécessaire.
Son Army Service Number (ASN) était O-490878.
| Code  | Signification                                                                               |
| ----- | ------------------------------------------------------------------------------------------- |
| O     | officier commissionné                                                                       |
| 4     | locations: Alabama, Florida, Georgia Mississippi, North Carolina, South Carolina, Tennessee |
| 90878 | gamme de numéros de service "Special Use" 90.001 – 99.999                                   |

Schémas
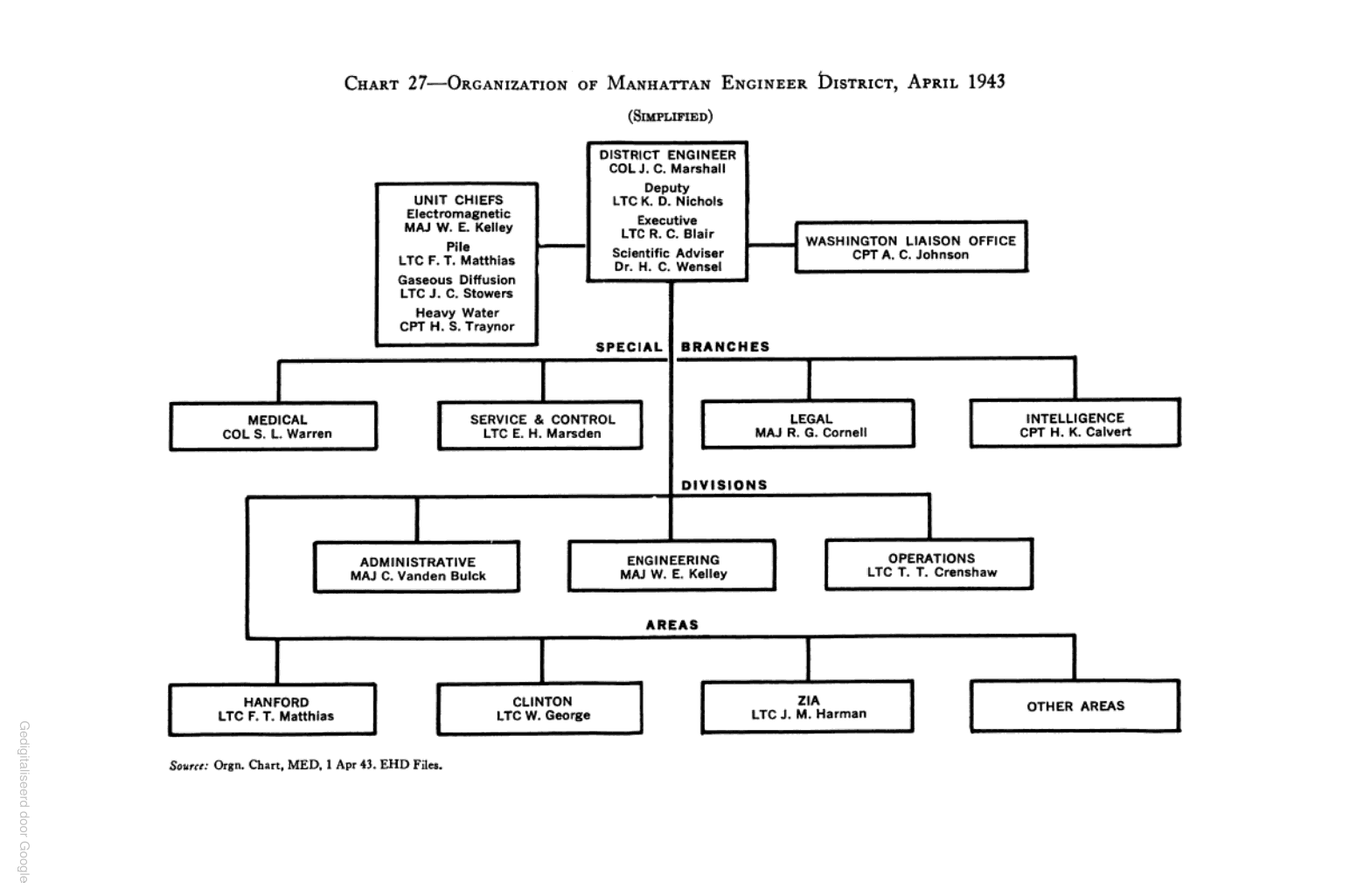
Organigram comme major (1943)
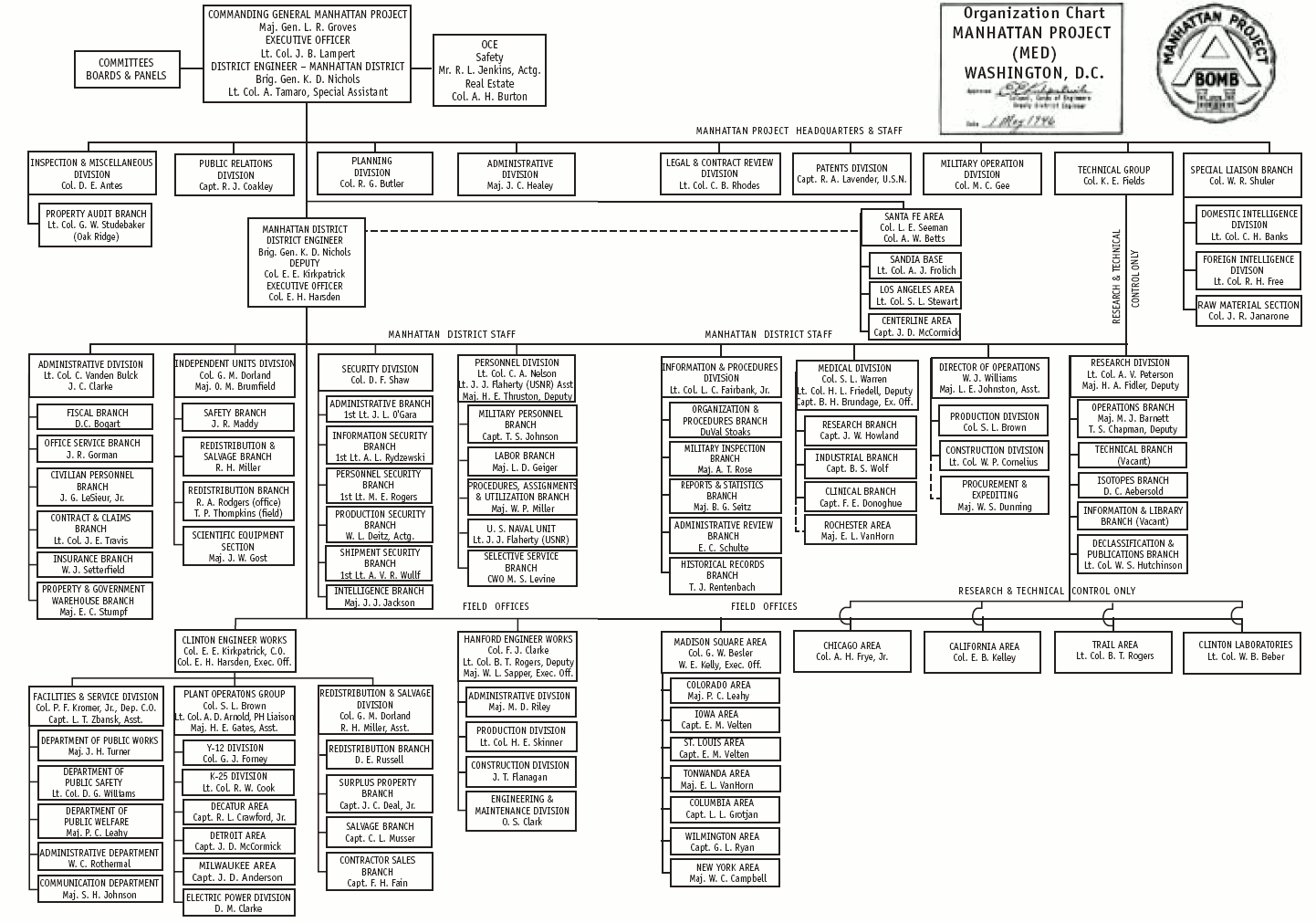
Organigram comme lieutenant-colonel
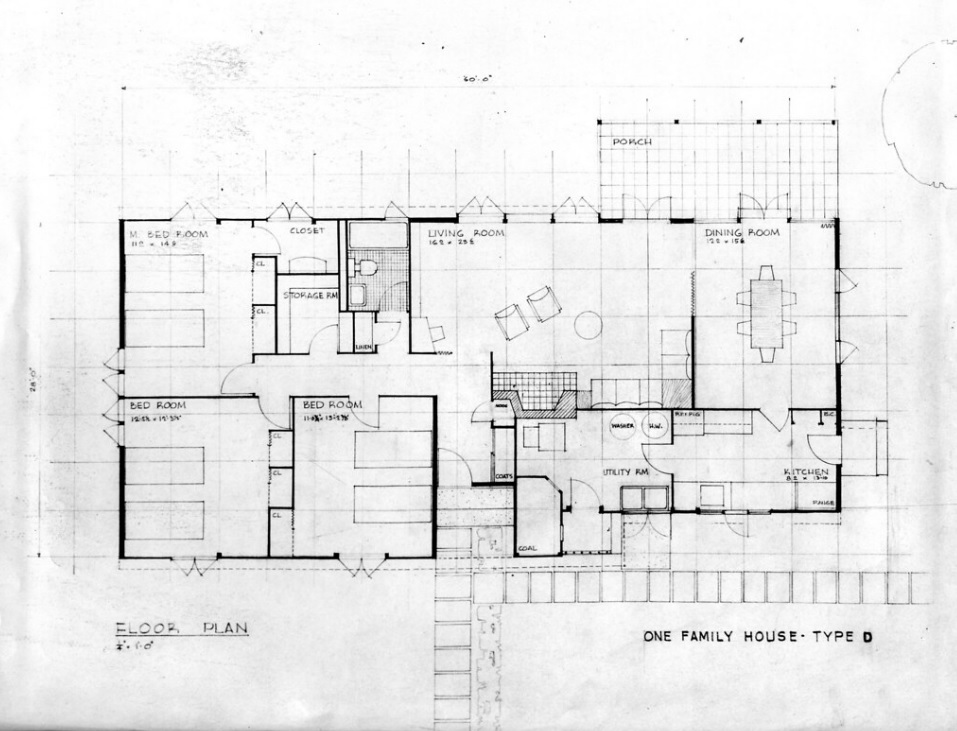
Oak Ridge maison de la famille - type D

### Atomic Energy Commission
En 1946, la United States Atomic Energy Commission (AEC) a été créée après la signature du McMahon/Atomic Energy Treaty dans le but de renforcer le nucléaire militaire connaissances et infrastructures à la société civile.
Charles a continué la gestion administrative du site d'Oak Ridge après la Seconde Guerre mondiale jusqu'en novembre 1946. Après cela, il a été de nouveau actif en tant que civil pendant 2 mois avec le United States Army Corps of Engineers en janvier 1947 avec ses connaissances pertinentes et expérience pour passer à la Commission de l'énergie atomique non militaire. Ici, il a de nouveau collaboré avec Kenneth Nichols .
En 1953, il est nommé "directeur adjoint des bureaux des opérations" et dirige 6 départements : budgétisation et rapports, finances, contrats (achats), organisation et personnel, sécurité et approvisionnements.
Il est apparu dans l'édition du 3 janvier 1956 du Congressional Directory - FOR THE USE OF THE UNITED STATES CONGRESS, sous le "Bureau du directeur général" comme "Adjoint spécial au directeur général", joignable au poste 452. Sa résidence d'alors près de Washington DC est répertorié comme 6017 Kirby Road, Bethesda, Maryland .
En août 1960, il quitte le Commissariat à l'énergie atomique, non sans en informer Kenneth Nichols par lettre et avec le recul.

### American Machine and Foundry
Après sa retraite de la Commission de l'énergie atomique, il a pris un autre emploi en tant que directeur des achats à l'American Machine and Foundry (AMF). À l'origine une entreprise d'équipements de loisirs, ils fabriquaient déjà des réacteurs nucléaires et des systèmes de lancement pour les missiles balistiques intercontinentaux (ICBM) de l'armée américaine à l'époque. Le nouvel emploi a nécessité une vérification approfondie des antécédents, révélant des détails sur sa naissance et sa jeune vie à Anvers.

### Mort
Charles a vécu ses dernières années avec sa femme Gertrude (Gerty) Korman dans un appartement au 83 Morgan Street, Stamford Connecticut.
Le 29 septembre 1962, Charles est décédé à l'hôpital de Stamford à l'âge de 58 ans d'un cancer,.

## Pont Charles Vanden Bulck
Moins d'un an après sa mort, le 25 mai 1963, le nouveau pont de la Tennessee State Route 95 sur la Clinch River en Loudon (Tennessee) lui était dédié en tant que personne et ses réalisations : le Charles Vanden Bulck Bridge,.

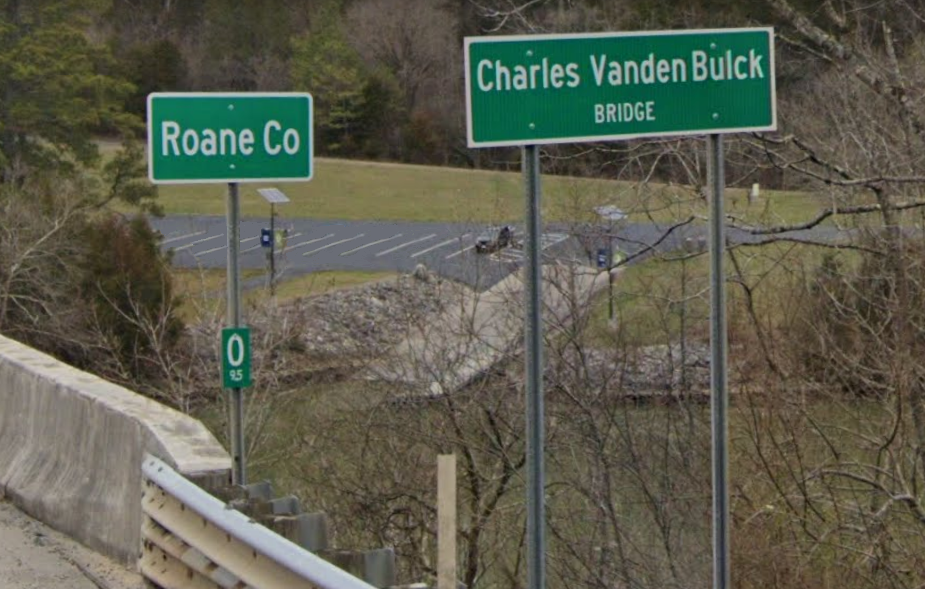
Plaque signalétique
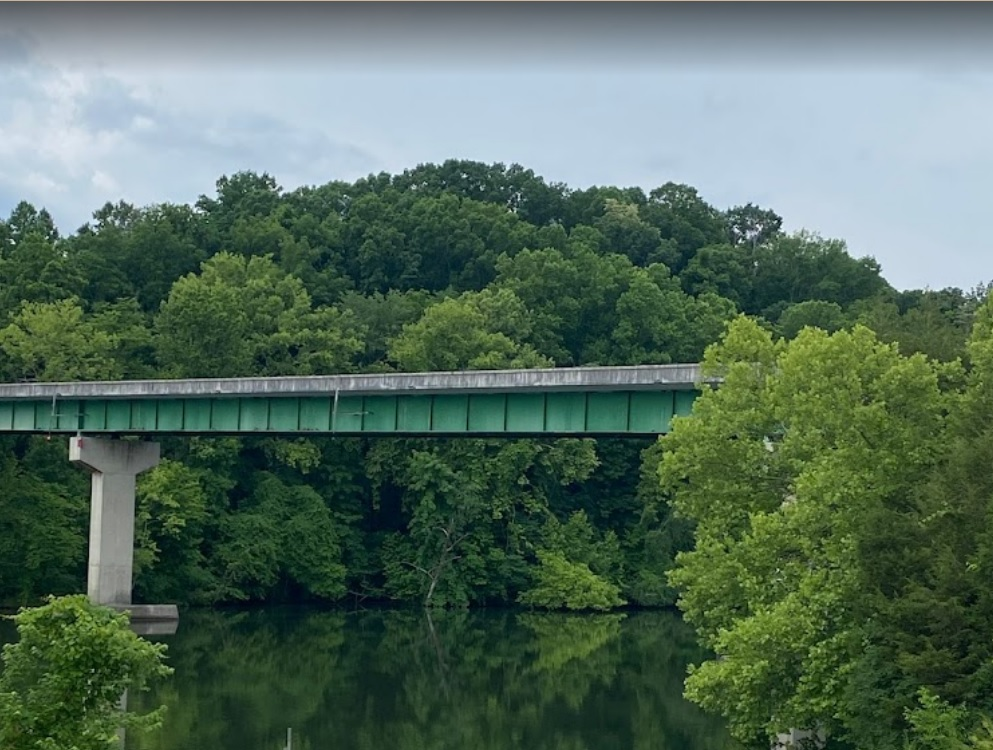
Vue de côté
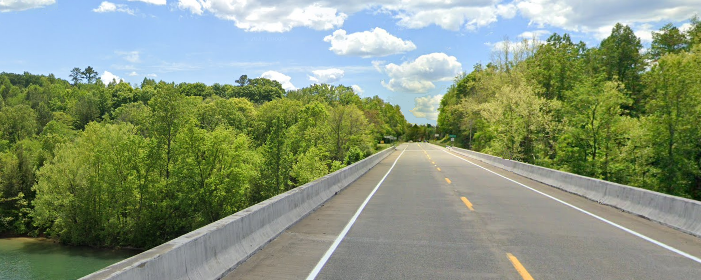
Vue sur la voie
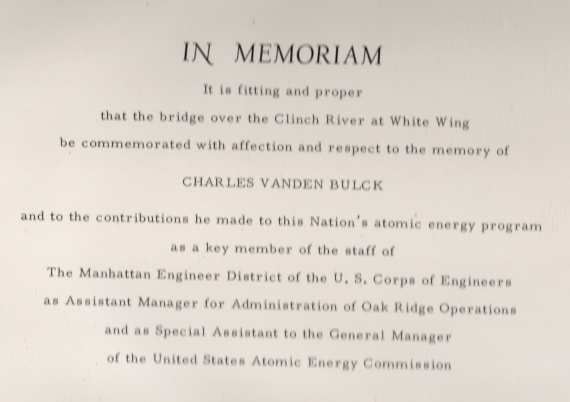
In Memoriam

## Sources

### Autres
- Charles Vanden Bulck – Procurement Manager for Manhattan Project.
- Charles Vanden Bulck – The story of the name and a man of integrity.
- Interview de son fils Charles Franz VandenBulck : Oral History of Charles Vandenbulck, Interviewed by Don Hunnicutt, Filmed by BBB Communications, LLC., June 9, 2017.
- The Oak Ridger’s Historically Speaking files.
- Children's Museum of Oak Ridge (CMOR), Tennessee livraison des documents archivés et fourni par son fils C.F. VandenBulck.
- Manhattan Project Voices : Interviews autour du projet Manhattan avec sa mention
- Atomic heritage : contributeur C. Vanden Bulck
- Ville d'Anvers - archives de l'état civil
- Red Star Line Museum Anvers.
- Heritage statue of liberty Passagers à Ellis Island.
- Oak Ridge Public Library.
- Explore Oak Ridge.
- Atomic Heritage @ Oak Ridge.
- MANHATTAN: The Army and the Atomic Bom
- Alphabet Houses
- Department of Energy archives